# Trofonio

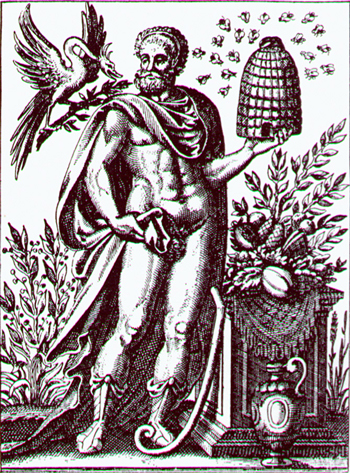
Trofonio, Historia Deorum Fatidicorum, Ginevra, 1675.

Trofonio, (in greco antico: Τροφώνιος?, Trophōnios) è un personaggio della mitologia greca. Fratello gemello di Agamede, era uno dei figli di Ergino che a sua volta fu un re dei Mini. Fu un eroe greco divenuto poi un demone o un dio - non si sa esattamente quale dei due - ed ha sia una ricca tradizione mitologica che un culto oracolare a Livadeia in Beozia.

## Il mito
Il nome etimologicamente deriva da trepho, "nutrire". Strabone e diverse iscrizioni si riferiscono a lui come Zeus Trephonios. Molti altri Zeus Ctoni sono noti nel mondo greco, tra cui Zeus Meilikhios (Zeus "dolce come il miele") e Zeus Ctonio ( "Zeus sotterraneo") .
Nella mitologia greca, Trofonio era figlio di Ergino. Secondo l'Inno omerico ad Apollo, Trofonio iniziò a costruire il tempio a Delfi con suo fratello, Agamede per dedicarlo ad Apollo. Una volta terminato, l'oracolo vaticinò ai fratelli di fare ciò che volevano per sei giorni e, il settimo, il loro più grande desiderio sarebbe stato concesso. Obbedendo all'oracolo, furono trovati morti il settimo giorno. Il detto "coloro che gli dèi amano muoiono giovani" viene da questa storia.
Secondo Pausania, invece, i due gemelli costruirono una camera del tesoro (con un unico ingresso segreto di cui solo loro conoscevano l'esistenza) per il re Iprieo della Beozia. Utilizzando l'entrata segreta, rubarono la fortuna di Iprieo poco alla volta. Egli era consapevole dei furti, ma non sapeva chi fosse il ladro e così escogitò una trappola. Agamede rimase intrappolato in questa; Trofonio gli tagliò la testa e se la portò via, in modo che Iprieo non avrebbe saputo di chi fosse il corpo caduto nel tranello. Poi si rifugiò nella caverna di Lebadaea: qui la terra lo inghiottì, ed egli scomparve per sempre.

## Storia e culto
Secondo Pausania, la grotta di Trofonio non era ancora conosciuta quando la Beozia venne colpita dalla siccità e furono inviati cittadini di varie città a consultare l'oracolo di Delfi. La Pizia rivelò loro che avrebbero dovuto trovare la tomba di Trofonio, presso Lebadea, e farsi dire il rimedio. Dopo diverse ricerche risultate infruttuose, proprio quando la siccità sembrava destinata a perdurare, un anziano inviato seguì uno sciame di api in un buco nel terreno. Invece di miele, trovò la divinità, e la regione fu libera dalla piaga.
La descrizione che Pausania fornisce dell'oracolo è la seguente. Dopo un periodo di ritiro e digiuno il consultante è ammesso a compiere sacrifici a Trofonio, successivamente viene portato a bere a due sorgenti, la prima di Lethe, per dimenticare la vita umana, la seconda di Mnemosyne, per conservare in memoria ciò che apprenderà nell'altro mondo. A questo punto penetra nella "bocca oracolare" introducendovi prima i piedi e poi le ginocchia; il resto del corpo è "tirato a forza". Dopo qualche tempo in stato di semi-incoscienza il paziente viene tratto fuori dai preposti all'oracolo e fatto sedere sul trono della Memoria. Infine esce dallo stato comatoso, riprende la facoltà di ridere e può uscire con il suo responso.
Nel De genio Socratis Plutarco ci riferisce di un sogno-visione riguardante il cosmo e l'aldilà che è stato presumibilmente ricevuto dall'oracolo di Trofonio.